# جيف يونغ
جيف يونغ (بالإنجليزية: Jeff Young)‏ (و. 1962  م) هو عازف قيثارة أمريكي، ولد في آن آربر، يستخدم آلات قيثارة.

## التعليم
تعلم في Musicians Institute ‏.

## روابط خارجية
- جيف يونغ على موقع IMDb (الإنجليزية)
- جيف يونغ على موقع ميوزك برينز (الإنجليزية)
- جيف يونغ على موقع أول ميوزيك (الإنجليزية)
- جيف يونغ على موقع ديسكوغز (الإنجليزية)